# Trumpisme
El trumpisme és un neologisme, epònim derivat del cognom de Donald Trump, que designa tant la ideologia política del 45è president dels Estats Units d'Amèrica, com les seves típiques dreceres simplistes i provocatives als seus discursos i a les seves xarxes socials. Al llarg dels anys, el terme ha adquirit matisos com una expressió sociopolítica que es nodreix d'elements i factors pertanyents a la postveritat, l'il·liberalisme i també el racisme —particularment el supremacisme blanc— i altres subtipus de populisme i nacionalisme propis de la ultradreta. També s'associa a aquell autoritarisme pel qual es considera que el càrrec del president està per damunt de l'Imperi de la llei.
Moltes de les proclames del trumpisme apel·len sovint a solucions ximples, que a primera vista tothom pot trobar lògiques i veres, però que no resisteixen a una anàlisi detallada o a la confrontació amb els fets verídics i establerts. Roger Cohen, columnista de The New York Times, resumia el trumpisme com «una alteració política en ple auge entre els perdedors del turbocapitalisme», com entre d'altres l'estrat social dels treballadors poc formats de les velles zones industrials en risc de perdre la feina per l'automatització. El seu missatge: «Ja no escoltarem les elits egoistes». Segons Carles Capdevila (1965-2017) «La gran feinada a fer és construir alternatives socials i polítiques als establishments i a les elits que no siguin mentides d'arrogants autoritaris i salvadors que satisfan les baixes passions, sinó projectes que vulguin transformar el món amb modèstia, però que demostrin ambició per plantar cara a les dictadures dels mercats i dels despatxos foscos dels de sempre. […] és urgent, tot el temps dedicat a lamentar-nos pel trumpisme i a fer-ne teories per entretenir-nos serà un temps preciós que haurem desaprofitat.» Les gorres vermelles es van convertir en símbol del trumpisme.
El diccionari britànic Collins Dictionary va triar la paraula trumpism juntament amb brexit com un dels seus «mots de l'any» del 2016.

## Exemple i anàlisi crítica
| «              | Construiré una gran muralla –I podeu creure'm, ningú no construeix muralles millor que jo– i la construiré a molt bon preu. Construiré una muralla fenomenal a la nostra frontera meridional, i faré que Mèxic pagui l'obra. Recordeu les meves paraules. | » |
| — Donald Trump | |   |

Trump proposa així una solució senzilla i aparentment lògica al suposat problema de la immigració no autoritzada des de Mèxic. Suggereix una solució fictícia, a un fet real, a saber: la desindustrialització, l'atur i la pobresa al Rust Belt (el cinturó rovellat, antigament una rica regió industrial) en donar la culpa a factors exteriors, els immigrants. El seu públic de víctimes de la mundialització se sent per fi comprès per algú. Fa cas omís del fet que una part important dels immigrants que entren ho fan legalment, amb visat temporal (de turista o d'estudiant), i es queden més enllà del termini, o d'altres que entren en avió. En tots dos casos cap muralla no ho podrà evitar. A més, la gran majoria dels hispanòfons que travessen la frontera, no són mexicans, sinó gent que fuig dels règims inestables i violents d'Amèrica Central. Seria ridícul fer pagar la muralla a Mèxic quan no són pas els seus ciutadans els qui creen el suposat problema.